# Georg Johann Pfeffer

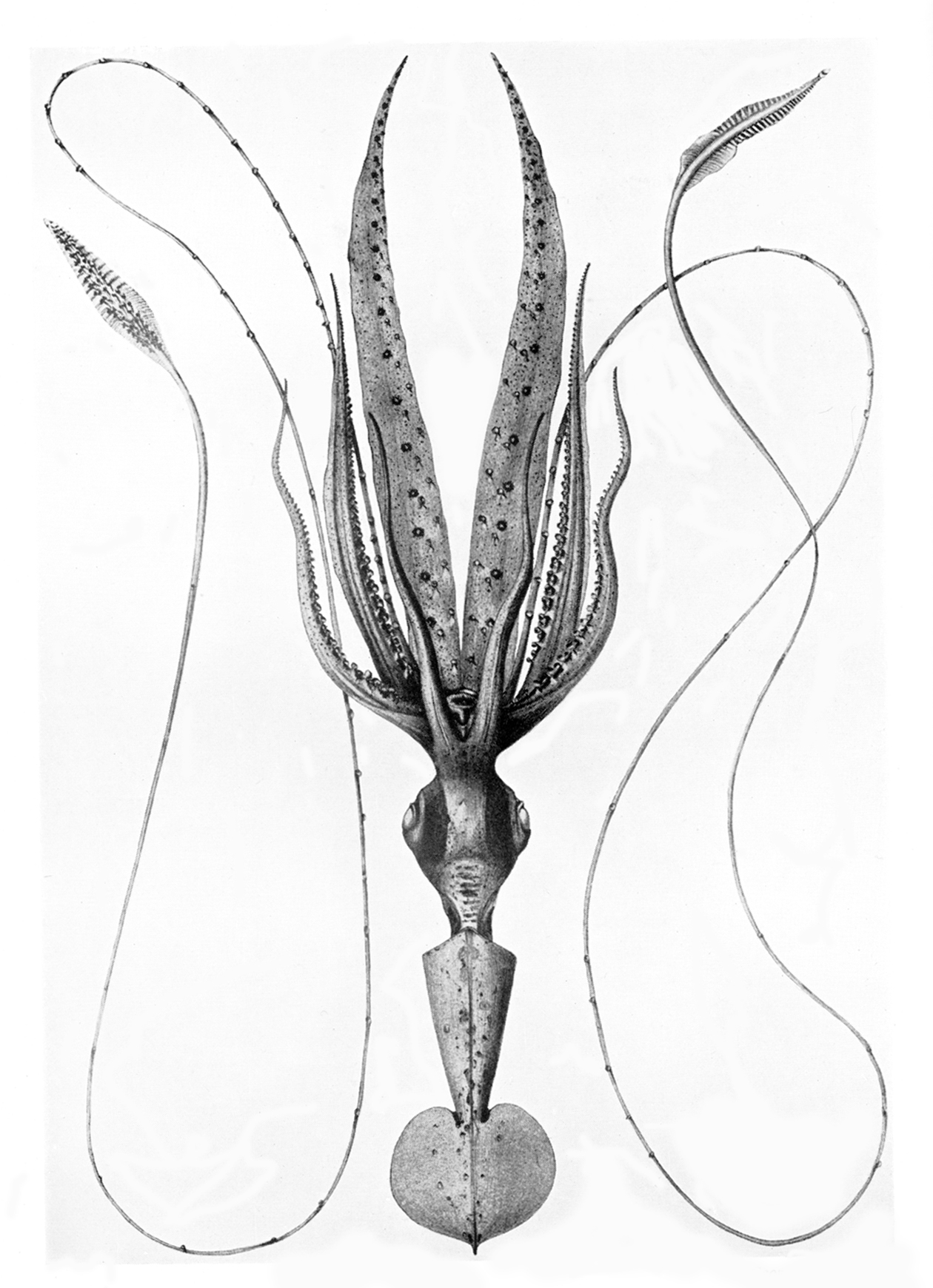
Illustration av Chiroteuthis veranyi (Férussac, 1835), från G.J. Pfeffer (1912).

Georg Johann Pfeffer, född 7 mars 1854 i Berlin, död 4 december 1931, var en tysk zoolog. 
Pfeffer utnämndes 1887 till intendent vid zoologiska avdelningen av naturhistoriska museet i Hamburg. Han utövade ett flitigt zoologiskt författarskap, särskilt med avseende på blötdjurens systematik.